# 아마네 미즈키
아마네 미즈키(일본어: 天然 美月, 1999년 12월 22일~)는 일본의 AV 여배우이다.